# Stretto Četvërtyj Kuril'skij
Lo stretto Četvërtyj Kuril'skij (in russo Четвёртый Курильский пролив; in italiano "quarto stretto delle Curili") è un braccio di mare nell'oceano Pacifico settentrionale, nella catena delle isole Curili, che separa le isole di Onekotan e Makanruši da Anciferov e Paramušir. Si trova nel Severo-Kuril'skij rajon dell'oblast' di Sachalin, in Russia. 
Lo stretto segue la numerazione da nord a sud degli stretti della cresta delle Curili. 

## Geografia
Lo stretto mette in comunicazione il mare di Ochotsk con il Pacifico. Ha una larghezza di circa 53 km. La profondità massima è di 1110 m. Nella parte settentrionale, lo stretto Četvërtyj Kuril'skij si fonde con lo stretto di Lužin e nella parte meridionale con lo stretto di Evreinov. 
Sulla sponda settentrionale, presso capo Vasil'eva (мыс Васильева), la punta meridionale di Paramušir, si trovano gli scogli Penistye e Chmyr' (скалы Пенистые 49°59′31″N 155°25′33″E; скалы Хмырь 49°59′35″N 155°22′59″E). A sud, presso capo Ivan-Malyj (мыс Иван-Малый), punta nord-est di Onekotan, si trova lo scoglio Jasnoj Pogody (Ясной Погоды 49°36′35″N 154°55′20″E).